# Rublo soviético
El rublo (en ruso: рубль) fue la unidad monetaria de la Unión Soviética entre 1919 y 1991. Estaba dividido en 100 kopeks (en ruso: копейки, sing. копейка). Su código ISO 4217 era SUR. Entre 1991 y 1995 el rublo soviético fue sustituido por las siguientes monedas: dram armenio, manat azerí, rublo bielorruso, kupon lari georgiano, tenge kazajo, som kirguís, rublo letón, talonas lituano, cupón moldavo, rublo ruso, rublo de Transnistria, rublo tayiko, manat turcomano, karbóvanets ucraniano, som uzbeko, corona estonia.

## Etimología
La palabra "rublo" proviene del ruso, del verbo рубить, rubit (cortar de manera fina). Históricamente, el rublo fue una pieza cortada de un lingote de plata (grivnia), de ahí su nombre.
Véase también: Etimología del rublo

### El rublo en la Unión Soviética
La moneda soviética tenía su propio nombre dentro de todas las lenguas oficiales de la URSS, a veces distintos de la designación rusa. Todos los billetes tenían su valor y denominación escritos en los idiomas de las repúblicas soviéticas. Hoy en día el nombre propio se ha mantenido, como por ejemplo en el caso de Tartaristán, donde al rublo y al kopek se les conoce como sum y tien. Tras la independencia de las repúblicas soviéticas, muchas han mantenido el nombre local del rublo para emitir su propia moneda.

A continuación se detalla el nombre del rublo en los distintos idiomas oficiales de la Unión Soviética:
| Idioma     | Denominación | Denominación | Transliteración | Transliteración |
| Idioma     | Rublo        | Kopek        | Rublo           | Kopek           |
| ---------- | ------------ | ------------ | --------------- | --------------- |
| Ruso       | рубль        | копейка      | rubl’           | kopeika         |
| Ucraniano  | карбованець  | копійка      | karbovanets’    | kopiyka         |
| Bielorruso | рубель       | капейка      | rub’el’         | kapeika         |
| Uzbeko     | сўм          | тийин        | so'm'           | tiyin           |
| Kazajo     | сом          | тиын         | som             | tiyn            |
| Georgiano  | მანეთი       | კაპიკი       | maneti          | kapiki          |
| Azerí      | манат        | гəпик        | manat           | qəpik           |
| Lituano    | rublis       | kapeika      | —               | —               |
| Moldavo    | рублэ        | копейкэ      | rublă           | copeică         |
| Letón      | rublis       | kapeika      | —               | —               |
| Kirguís    | сом          | тыйн         | som             | tyin            |
| Tayiko     | сӯм          | тин          | sum             | tin             |
| Armenio    | ռուբլի       | կոպեկ        | roubli          | kopek           |
| Turcomano  | манат        | тенге        | manat           | tenge           |
| Estonio    | rubla        | kopikas      | —               | —               |

Nótese que hoy en día los idiomas uzbeko, azerí, moldavo y turcomano utilizan el alfabeto latino.

## Historia
El rublo apenas perdió su valor desde su aparición hasta la Revolución rusa en 1917 gracias al control autocrático de los zares. Cuando la guerra civil rusa llegó a su fin, Lenin decidió, como una de las medidas de la NEP, la devaluación del rublo en un 50 %. Desde 1917, el rublo fue perdiendo progresivamente valor en el mercado internacional hasta que en 1958, el secretario general del PCUS Nikita Jrushchov estableció un cambio oficial y permanente de 0,00013 dólares estadounidenses por rublo. Este cambio permaneció hasta la aparición de la llamada perestroika, impuesta a finales de la década de los años 1980 por Mijaíl Gorbachov, que exigía una nueva devaluación. El rublo pasó a valer 1/10 de su valor anterior en 1990.
A partir de la desintegración de la Unión Soviética en diciembre de 1991, el valor del rublo se desplomó. Todas las repúblicas integrantes de la CEI (todas las que formaban la URSS a excepción de Estonia, Letonia y Lituania además de Moldavia y Georgia que ingresarían más tarde) aceptaron continuar con el rublo como moneda oficial. Ucrania violaría el acuerdo junto con Tayikistán (que irónicamente volvería a aceptar el rublo) en primer lugar. Para finales de 1992, tan solo Bielorrusia y Rusia utilizaban rublos, y este sufrió una devaluación que dejó el cambio en 100 rublos por dólar. En 1993, la caída fue máxima y el valor del rublo quedó a 1000 rublos por dólar y Bielorrusia comenzó a emitir sus propios rublos.

### Primer rublo, 1919-1922
El primer rublo introducido por el gobierno socialista fue una emisión preliminar que se basaba en el rublo anterior a la Revolución rusa de 1917. Todas las denominaciones consistían en billetes y se imprimieron a partir de 1919. Durante este periodo de tiempo, el gobierno del Movimiento Blanco también emitió sus propios rublos. Las denominaciones iban desde 1 hasta los 10 millones de rublos.

### Segundo rublo, 1922
Durante 1922 se llevaron a cabo varias redenominaciones que dieron lugar a un nuevo rublo equivalente a 10 000 rublos antiguos. También se introdujeron los chervonets (en ruso: червонец).

### Tercer rublo, 1923-1924
En 1923 tuvo lugar una nueva redenominación, con una tasa de cambio de 1:100. De nuevo, solamente se imprimió papel moneda.

### Cuarto rublo, 1924-1947
En 1924 se volvió a crear un nuevo rublo, llamado «rublo de oro», que equivalía a 50 000 rublos antiguos. Esta reforma fijó el valor del rublo a los chervonets, con una tasa de cambio de 1 chervonet = 10 rublos. En 1924 se volvieron a acuñar monedas, mientras que los billetes se utilizaron para las denominaciones inferiores a 10 rublos y chervonets con altas denominaciones.

### Quinto rublo, 1947-1961
Tras la II Guerra Mundial, el gobierno soviético inició una reforma económica redenominando la moneda para reducir la cantidad de dinero en el mercado, lo que solo afectó al papel moneda. Los rublos antiguos fueron revaluados a una décima parte de su valor facial.

### Sexto rublo, 1961-1991
En 1961 se repitió la reforma llevada a cabo en 1947. Los billetes emitidos tenían diseños del artista Victor Tsigal, en los que describía escenas de la vida cotidiana de la sociedad soviética, y logros industriales. Este rublo equivalía a 0,987412 gramos de oro, sin embargo nunca existió la posibilidad de comprar oro por parte del público en general. El rublo mantuvo su paridad fijada a la libra esterlina hasta el colapso de la Unión Soviética en 1991, cuando el nuevo rublo ruso pasó a ser la moneda de la Federación Rusa.
|  |  | 1 rublo    |
|  |  | 3 rublos   |
|  |  | 5 rublos   |
|  |  | 10 rublos  |
|  |  | 25 rublos  |
|  |  | 50 rublos  |
|  |  | 100 rublos |

|  |  | 1 rublo     |
|  |  | 3 rublos    |
|  |  | 5 rublos    |
|  |  | 10 rublos   |
|  |  | 50 rublos   |
|  |  | 100 rublos  |
|  |  | 200 rublos  |
|  |  | 500 rublos  |
|  |  | 1000 rublos |

## Monedas
A continuación se detallan las características de las emisiones del rublo soviético.
Esta serie circuló solo en la República Socialista Soviética de Rusia.

| Denominación | Emisión   | Metal | Imagen |
| ------------ | --------- | ----- | ------ |
| 10 Kopeks    | 1924-1931 | Plata |        |
| 15 Kopeks    | 1924-1931 | Plata |        |
| 20 Kopeks    | 1924-1931 | Plata |        |
| 50 Kopeks    | 1924-1927 | Plata |        |
| 1 Rublo      | 1924      | Plata |        |

En las series del año 1924 aparecen las primeras monedas acuñadas en la Unión Soviética, las denominaciones de 1, 2, 3 y 5 kópeks fueron acuñadas en bronce y presentan un gran tamaño. Las monedas de 10, 15 y 20 fueron acuñadas en plata 0,500 (plata media) y las de 50 kópeks y 1 rublo fueron emitidas en plata 0,900.

| Denominación | Emisión   | Metal  | Imagen |
| ------------ | --------- | ------ | ------ |
| ½ Kopek      | 1925-1928 | Cobre  |        |
| 1 Kopek      | 1924-1925 | Bronce |        |
| 2 Kopeks     | 1924-1925 | Bronce |        |
| 3 Kopeks     | 1924-1925 | Bronce |        |
| 5 Kopeks     | 1924-1925 | Bronce |        |
| 10 Kopeks    | 1924-1931 | Plata  |        |
| 15 Kopeks    | 1924-1931 | Plata  |        |
| 20 Kopeks    | 1924-1931 | Plata  |        |
| 50 Kopeks    | 1924-1927 | Plata  |        |
| 1 Rublo      | 1924      | Plata  |        |

En la segunda serie de monedas de la URSS fueron acuñadas monedas de 1, 2, 5, 10, 15 y 20 kópeks, en esta emisión se dejaron de emitir monedas con metales preciosos y las monedas de 50 kópeks y un rublo quedaron fuera de curso a partir de 1931. Esta serie circuló hasta 1935.
| Denominación | Emisión   | Metal              | Imagen |
| ------------ | --------- | ------------------ | ------ |
| 1 Kopek      | 1926-1935 | Bronce de Aluminio |        |
| 2 Kopeks     | 1926-1935 | Bronce de Aluminio |        |
| 3 Kopeks     | 1926-1935 | Bronce de Aluminio |        |
| 5 Kopeks     | 1926-1935 | Bronce de Aluminio |        |
| 10 Kopeks    | 1931-1934 | Cupro-Níquel-Zinc  |        |
| 15 Kopeks    | 1931-1934 | Cupro-Níquel-Zinc  |        |
| 20 Kopeks    | 1931-1934 | Cupro-Níquel-Zinc  |        |

En la segunda serie de monedas de la URSS fueron acuñadas monedas de 1, 2, 5, 10, 15 y 20 kópeks modificándose el anvwerso de las denominaciones de 10, 15 y 20 kópeks y el reverso de todas las monedas.

| Denominación | Emisión   | Metal              | Anverso              | Reverso                                     | Imagen |
| ------------ | --------- | ------------------ | -------------------- | ------------------------------------------- | ------ |
| 1 Kopek      | 1935-1960 | Bronce de Aluminio | Escudo de armas CCCP | 1 КОПЕЙКА Espigas de trigo año de acuñación |        |
| 2 Kopeks     | 1935-1960 | Bronce de Aluminio | Escudo de armas CCCP | 2 КОПЕЕК Espigas de trigo año de acuñación  |        |
| 3 Kopeks     | 1935-1960 | Bronce de Aluminio | Escudo de armas CCCP | 3 КОПЕЕК Espigas de trigo año de acuñación  |        |
| 5 Kopeks     | 1935-1960 | Bronce de Aluminio | Escudo de armas CCCP | 5 КОПЕЕК Espigas de trigo año de acuñación  |        |
| 10 Kopeks    | 1935-1960 | Cupro-Níquel-Zinc  | Escudo de armas CCCP | 10 КОПЕЕК Espigas de trigo año de acuñación |        |
| 15 Kopeks    | 1935-1960 | Cupro-Níquel-Zinc  | Escudo de armas CCCP | 15 КОПЕЕК Espigas de trigo año de acuñación |        |
| 20 Kopeks    | 1935-1960 | Cupro-Níquel-Zinc  | Escudo de armas CCCP | 20 КОПЕЕК Espigas de trigo año de acuñación |        |

Esta serie consistía en los valores de 1, 2, 5, 10, 15, 20, 50 kópeks y 1 rublo. Se modificó el reverso y anverso de todas las monedas. Se agregaron a la circulación, nuevamente, monedas de cincuenta kópeks y un rublo, acuñándose estas mismas en Cupro-Níquel-Zinc.

| Denominación | Emisión   | Metal              | Anverso                                                   | Reverso                                     | Imagen |
| ------------ | --------- | ------------------ | --------------------------------------------------------- | ------------------------------------------- | ------ |
| 1 Kopek      | 1961-1990 | Bronce de Aluminio | Escudo de armas CCCP                                      | 1 КОПЕЙКА Espigas de trigo año de acuñación |        |
| 2 Kopeks     | 1961-1991 | Bronce de Aluminio | Escudo de armas CCCP                                      | 2 КОПЕЕК Espigas de trigo año de acuñación  |        |
| 3 Kopeks     | 1961-1991 | Bronce de Aluminio | Escudo de armas CCCP                                      | 3 КОПЕЕК Espigas de trigo año de acuñación  |        |
| 5 Kopeks     | 1961-1991 | Bronce de Aluminio | Escudo de armas CCCP                                      | 5 КОПЕЕК Espigas de trigo año de acuñación  |        |
| 10 Kopeks    | 1961-1991 | Cupro-Níquel-Zinc  | Escudo de armas CCCP                                      | 10 КОПЕЕК Espigas de trigo año de acuñación |        |
| 15 Kopeks    | 1961-1991 | Cupro-Níquel-Zinc  | Escudo de armas CCCP                                      | 15 КОПЕЕК Espigas de trigo año de acuñación |        |
| 20 Kopeks    | 1961-1991 | Cupro-Níquel-Zinc  | Escudo de armas CCCP                                      | 20 КОПЕЕК Espigas de trigo año de acuñación |        |
| 50 Kopeks    | 1961-1991 | Cupro-Níquel-Zinc  | Escudo de armas CCCP                                      | 50 КОПЕЕК Espigas de trigo año de acuñación |        |
| 1 Rublo      | 1961-1991 | Cupro-Níquel-Zinc  | Escudo de armas СОЮЗ СОВЕТСКИХ СОЦИАЛИСТИЧЕСКИХ РЕСПУБЛИК | 1 РУБЛЬ Espigas de trigo año de acuñación   |        |

Esta serie fue emitida en los últimos días de la Unión Soviética, antes de su colapso.

| Denominación | Emisión | Metal    | Metal    | Diámetro (mm) | Peso (g) | Anverso                                                                    | Reverso                                                  | Imagen |
| Denominación | Emisión | Anillo   | Centro   | Diámetro (mm) | Peso (g) | Anverso                                                                    | Reverso                                                  | Imagen |
| ------------ | ------- | -------- | -------- | ------------- | -------- | -------------------------------------------------------------------------- | -------------------------------------------------------- | ------ |
| 10 Kopeks    | 1991    | Cu+Ni+Zn | Cu+Ni+Zn |               |          | Torre Spasskaya y Palacio del Senado del Kremlin ГОСУДАРСТВЕННЫЙ БАНК CCCP | 10 КОПЕЕК Espiga de trigo Rama de roble año de acuñación |        |
| 50 Kopeks    | 1991    | Cu+Ni    | Cu+Ni    | 18,00         | 2,30     | Torre Spasskaya y Palacio del Senado del Kremlin ГОСУДАРСТВЕННЫЙ БАНК CCCP | 50 КОПЕЕК Espiga de trigo Rama de roble año de acuñación |        |
| 1 Rublo      | 1991    | Cu+Ni    | Cu+Ni    |               |          | Torre Spasskaya y Palacio del Senado del Kremlin ГОСУДАРСТВЕННЫЙ БАНК CCCP | 1 РУБЛЬ Espiga de trigo Rama de roble año de acuñación   |        |
| 5 Rublos     | 1991    | Cu+Ni    | Cu+Ni    |               |          | Torre Spasskaya y Palacio del Senado del Kremlin ГОСУДАРСТВЕННЫЙ БАНК CCCP | 5 РУБЛЕЙ Espiga de trigo Rama de roble año de acuñación  |        |
| 10 Rublos    | 1991    | Cu+Ni    | Cu+Al+Ni | 25,00         | 5,90     | Torre Spasskaya y Palacio del Senado del Kremlin ГОСУДАРСТВЕННЫЙ БАНК CCCP | 10 РУБЛЕЙ Espiga de trigo Rama de roble año de acuñación |        |

.

## Papel económico
La economía de la Unión Soviética se caracterizaba por ser de un tipo centralizado, y planificada por el Estado donde la autoridad estatal establecía los precios de todos los bienes y servicios, junto con el cambio de divisas, controlando también la asignación de recursos para cada sector de la economía, prescindiendo de cualquier clase de mercado. 
Por esta razón, el papel del rublo en la economía de la URSS fue diferente al de cualquier otra unidad monetaria en una economía de mercado, puesto que la distribución de los bienes de primera necesidad se controlaba por otros mecanismos diferentes al de la moneda: el racionamiento, la asignación directa por parte del Estado, o el trueque (esto último solo entre particulares y sin aprobación gubernamental), de modo que la utilización de dinero resultaba superflua en la mayoría de los casos. De igual modo, los servicios tenían precios regulados por el Estado y eran proporcionados directamente por este, tornando también innecesario el uso del rublo como medio de pago.
El hecho que el Estado soviético controlara totalmente la producción y distribución de bienes y servicios, y la consiguiente inexistencia de un mercado donde ejecutar actos de comercio libre entre particulares, hacía que el ciudadano soviético común pudiera usar el rublo tan solo para adquirir unos pocos productos, con lo cual el uso del dinero era en la práctica similar al empleo de "cupones de descuento" en los países capitalistas. 
De la misma manera, el gobierno soviético establecía pleno control sobre la cantidad de rublos circulantes, así como sobre su poder adquisitivo. Para evitar toda posible devaluación, estaba prohibido por completo el intercambio de rublos soviéticos por monedas extranjeras, estando también impedida su exportación por cualquier medio (sea por transferencias bancarias o traslado físico fuera de la URSS). En el caso de visitantes extranjeros, éstos podían adquirir bienes o servicios en tiendas específicas para tal fin, pagando en monedas foráneas o cambiando sus divisas por una cantidad reducida de rublos, y solo para uso limitado. Asimismo, para fines de comercio internacional, el rublo era empleado solo como unidad de cuenta y no como moneda física. Tales normas regían inclusive para países económicamente integrados con la URSS (los miembros del COMECON).